# Yves Bégou

a Compétitions nationales et continentales officielles uniquement.

b Matchs officiels uniquement.
Yves Bégou, né le 1er février 1938, est un joueur de rugby à XV et international français de rugby à XIII évoluant aux postes de talonneur ou de deuxième ligne dans les années 1950, 1960 et 1970, reconverti entraîneur.
Après des premiers pas au sein du club de rugby à XV du T.O.E.C. côtoyant Pierre Arné et Arnaldo Gruarin notamment, il décide de changer de code de rugby en 1960 pour le rugby à XIII et intègre le club du R.C. Albigeois remportant le titre de Championnat de France en 1962 aux côtés de Marcel Bonnet, Roger Garrigue, Honoré Conti et Marcel Bescos. Il rejoint en 1964 le Toulouse olympique XIII ajoutant un titre de Championnat de France en 1965 avec Pierre Lacaze, Joseph Guiraud et Georges Aillères. Après une première saison au Villefranche XIII en 1969-1970, il retourne une saison au Toulouse olympique XIII de 1970-1971 avant de conclure sa carrière en tant qu'entraîneur-joueur au Villefranche XIII jusqu'en 1975.
Ses performances remarquées en club l'amènent à être sélectionné en équipe de France. Après une première sélection en 1964, il devient titulaire du poste de talonneur entre 1967 et 1970 disputant notamment la finale de la Coupe du monde en 1968 aux côtés de Christian Sabatié et G. Aillères, et l'édition 1969-1970 de la Coupe d'Europe des nations. Sous ce maillot bleu, il connaît des victoires prestigieuses contre les meilleures sélections du monde : l'Australie, la Grande-Bretagne, la Nouvelle-Zélande et le pays de Galles.
Reconverti entraîneur, tout en restant joueur lors de sa première expérience au Villefranche XIII, il entraîne par la suite le Toulouse olympique XIII et prend en main durant près d'une année les entraînements de l'équipe de France entre février 1977 et mars 1978 gagnant le titre de Coupe d'Europe des nations de 1977.

## Biographie

### 1968: finaliste de la Coupe du monde
En mai-juin 1968, l'Australie et la Nouvelle-Zélande organisent la quatrième édition de la Coupe du monde de rugby à XIII, compétition créée en 1954 sous l'impulsion de l'ancien président de la fédération française Paul Barrière en invitant les trois autres nations majeures de rugby à XIII : l'Australie, la Grande-Bretagne et la Nouvelle-Zélande. Ce concept est maintenu depuis à intervalle irrégulier avec ces quatre mêmes nations. Yves Bégou est sélectionné au poste de talonneur titulaire par Antoine Jimenez et est entraîné par Jep Lacoste pour cette édition, il y est accompagné de son coéquipier toulousain Georges Aillères (capitaine de la sélection),.
Yves Bégou prend part au poste de talonneur, entouré des piliers Christian Sabatié et G. Aillères, au match d'ouverture de la Coupe du monde contre la Nouvelle-Zélande le 25 mai 1968 au Carlaw Park en banlieue d'Auckland devant près de 18 000 spectateurs. L'adversaire néo-zélandais perd dès la 12e minute leur joueur Brian Lee, expulsé définitivement pour une manchette sur André Ferren, et dut évoluer en infériorité numérique toute la rencontre. Le demi français Jean Capdouze livre alors un duel de buteurs contre son homologue Ernie Wiggs avant de marquer un essai à la suite d'une relance de Jean-Claude Cros et d'une percée de Jean-Pierre Lecompte épaulé par Michel Molinier pour emmener J. Capdouze à marquer entre les poteaux. Dès lors, malgré une supériorité en mêlée fermée des Néo-Zélandais, la France conserve son avance jusqu'à la fin du match pour s'imposer 15-10.
La seconde rencontre face à la Grande-Bretagne s'avère être décisive pour une place en finale à la suite de la défaite de cette dernière face au grand favori australien, Y. Bégou est de nouveau aligné avec les mêmes piliers lors de cette rencontre. Programmée en Nouvelle-Zélande, les deux équipes s'affrontent le 1er juin 1968 au Carlaw Park devant près de 15 000 spectateurs. Un temps pluvieux sévit sur la pelouse qui rend impossible la tenue d'un jeu ordonné. Devant cette difficulté, les Britanniques mènent 2-0 à la mi-temps sur une pénalité de Bev Risman. Mais la seconde mi-temps tourne à l'avantage des Français forts d'un pack d'avants dominant et du jeu au pied de J. Capdouze, Roger Garrigue et Jean-Pierre Clar, et les Français parviennent à s'imposer sur un essai de Jean-René Ledru pour porter le score final à 7-2. La France se qualifie pour la finale pour la seconde fois de son histoire après l'édition de 1954.
Composition de l'équipe de France :
Pour la troisième rencontre de poule, la France va sur les terres australiennes après deux rencontres en Nouvelle-Zélande, celle-ci oppose les deux équipes qualifiées pour la finale le 8 juin 1968, la France et l'Australie. Afin de mieux préparer la finale qui se déroule deux jours après cette rencontre joué au Lang Park de Brisbane, les deux équipes font tourner leurs effectifs, toutefois Y. Bégou y est aligné avec les piliers C. Sabatié et de Victor Serrano. Ce match s'achève sur un score sévère pour la France qui est nettement battue 37-4 et amène l'Australie à se poser comme le grand favori de la finale,.
Y. Bégou se trouve dans le treize titulaire pour cette finale qui se déroule le 10 juin 1968 au Sydney Cricket Ground devant près de 54 000 spectateurs en composant la première ligne française avec C. Sabatié et G. Aillères. Dans un stade acquis à sa cause, l'Australie, dirigée par la charnière Billy Smith et Bob Fulton, réalise une haute performance en dominant l'équipe de France grâce à un jeu varié, dynamique et une domination territoriale. Les Français subissent le jeu australien malgré la vaillance de sa défense. Battue 20-2, Y. Bégou et la France terminent ainsi vice-champions du monde et espèrent entrevoir par cet exploit la volonté d'un renouveau du rugby à XIII dans son pays.

## Palmarès

### En tant que joueur
- Collectif : 
  - Vainqueur du Championnat de France : 1962 (Albi) et 1965 (Toulouse).
  - Finaliste de la Coupe du monde : 1968 (France).
  - Finaliste de la Coupe de France : 1968 (Toulouse).

#### Coupe du monde
| Édition        | Rang      | Résultats France | Résultats Bégou | Matchs Bégou |
| -------------- | --------- | ---------------- | --------------- | ------------ |
| Australie 1968 | Finaliste | 2 v, 0 n, 2 d    | 2 v, 0 n, 2 d   | 4/4          |

Légende : v = victoire ; n = match nul ; d = défaite.

#### Détails en sélection
| Matchs internationaux d'Yves Bégou | Matchs internationaux d'Yves Bégou | Matchs internationaux d'Yves Bégou | Matchs internationaux d'Yves Bégou | Matchs internationaux d'Yves Bégou | Matchs internationaux d'Yves Bégou | Matchs internationaux d'Yves Bégou | Matchs internationaux d'Yves Bégou | Matchs internationaux d'Yves Bégou | Matchs internationaux d'Yves Bégou | Matchs internationaux d'Yves Bégou | Matchs internationaux d'Yves Bégou |
|                                    | Date                               | Adversaire                         | Résultat                           | Compétition                        | Poste                              | Points                             | Essais                             | Pen.                               | Drops                              |                                    |                                    |
| ---------------------------------- | ---------------------------------- | ---------------------------------- | ---------------------------------- | ---------------------------------- | ---------------------------------- | ---------------------------------- | ---------------------------------- | ---------------------------------- | ---------------------------------- | ---------------------------------- | ---------------------------------- |
| sous les couleurs de la France     |                                    |                                    |                                    |                                    |                                    |                                    |                                    |                                    |                                    |                                    |                                    |
| 1.                                 | 18 mars 1964                       | Grande-Bretagne                    | 0-39                               | Test-match                         | Talonneur                          | -                                  | -                                  | -                                  | -                                  |                                    |                                    |
| 2.                                 | 17 décembre 1967                   | Australie                          | 7-7                                | Test-match                         | Talonneur                          | -                                  | -                                  | -                                  | -                                  |                                    |                                    |
| 3.                                 | 24 décembre 1967                   | Australie                          | 10-3                               | Test-match                         | Talonneur                          | -                                  | -                                  | -                                  | -                                  |                                    |                                    |
| 4.                                 | 7 janvier 1968                     | Australie                          | 16-13                              | Test-match                         | Talonneur                          | -                                  | -                                  | -                                  | -                                  |                                    |                                    |
| 5.                                 | 11 février 1968                    | Grande-Bretagne                    | 13-22                              | Test-match                         | Talonneur                          | -                                  | -                                  | -                                  | -                                  |                                    |                                    |
| 6.                                 | 2 mars 1968                        | Grande-Bretagne                    | 8-19                               | Test-match                         | Talonneur                          | -                                  | -                                  | -                                  | -                                  |                                    |                                    |
| 7.                                 | 25 mai 1968                        | Nouvelle-Zélande                   | 15-10                              | Coupe du monde                     | Talonneur                          | -                                  | -                                  | -                                  | -                                  |                                    |                                    |
| 8.                                 | 2 juin 1968                        | Grande-Bretagne                    | 7-2                                | Coupe du monde                     | Talonneur                          | -                                  | -                                  | -                                  | -                                  |                                    |                                    |
| 9.                                 | 8 juin 1968                        | Australie                          | 4-37                               | Coupe du monde                     | Talonneur                          | -                                  | -                                  | -                                  | -                                  |                                    |                                    |
| 10.                                | 10 juin 1968                       | Australie                          | 2-20                               | Coupe du monde                     | Talonneur                          | -                                  | -                                  | -                                  | -                                  |                                    |                                    |
| 11.                                | 2 février 1969                     | Grande-Bretagne                    | 13-9                               | Test-match                         | Talonneur                          | -                                  | -                                  | -                                  | -                                  |                                    |                                    |
| 12.                                | 9 mars 1969                        | Pays de Galles                     | 17-13                              | Test-match                         | Talonneur                          | -                                  | -                                  | -                                  | -                                  |                                    |                                    |
| 13.                                | 23 octobre 1969                    | Pays de Galles                     | 8-2                                | Coupe d'Europe                     | Talonneur                          | 3                                  | 1                                  | -                                  | -                                  |                                    |                                    |
| 14.                                | 25 octobre 1969                    | Angleterre                         | 11-11                              | Coupe d'Europe                     | Talonneur                          | -                                  | -                                  | -                                  | -                                  |                                    |                                    |
| 15.                                | 25 janvier 1970                    | Pays de Galles                     | 11-15                              | Coupe d'Europe                     | Talonneur                          | -                                  | -                                  | -                                  | -                                  |                                    |                                    |

#### Détails en club
| Saison    | Saison                  | Championnat           | Championnat | Coupe           | Coupe       | Sélection | Sélection | Sélection | Sélection | Sélection | Sélection | Sélection |
| Saison    | Saison                  | Comp.                 | Class.      | Comp.           | Class.      | Comp.     | M         | Pts       | Ess.      | Buts      | Dp.       |           |
| --------- | ----------------------- | --------------------- | ----------- | --------------- | ----------- | --------- | --------- | --------- | --------- | --------- | --------- | --------- |
| 1960-1961 | RC Albigeois            | Championnat de France | 1/4 finale  | Coupe de France | 1/8 finale  |           |           |           |           |           |           |           |
| 1961-1962 | RC Albigeois            | Championnat de France | Champion    | Coupe de France | 1/4 finale  |           |           |           |           |           |           |           |
| 1962-1963 | RC Albigeois            | Championnat de France | Barrage     | Coupe de France |             |           |           |           |           |           |           |           |
| 1963-1964 | RC Albigeois            | Championnat de France | 1/4 finale  | Coupe de France | 1/8 finale  |           | 1         | -         | -         | -         | -         |           |
| 1964-1965 | Toulouse olympique XIII | Championnat de France | Champion    | Coupe de France | 1/2 finale  |           |           |           |           |           |           |           |
| 1965-1966 | Toulouse olympique XIII | Championnat de France | 11e         | Coupe de France | 1/8 finale  |           |           |           |           |           |           |           |
| 1966-1967 | Toulouse olympique XIII | Championnat de France | Barrage     | Coupe de France | 1/8 finale  |           |           |           |           |           |           |           |
| 1967-1968 | Toulouse olympique XIII | Championnat de France | Barrage     | Coupe de France | Finaliste   | CM        | 9         | -         | -         | -         | -         |           |
| 1968-1969 | Toulouse olympique XIII | Championnat de France | Barrage     | Coupe de France | 1/4 finale  |           | 2         | -         | -         | -         | -         |           |
| 1969-1970 | Villefranche XIII       | Championnat de France | Barrage     | Coupe de France |             | CE        | 3         | -         | -         | -         | -         |           |
| 1970-1971 | Toulouse olympique XIII | Championnat de France | 1/2 finale  | Coupe de France | 1/4 finale  |           |           |           |           |           |           |           |
| 1971-1972 | Villefranche XIII       | Championnat de France | 10e         | Coupe de France | 1/8 finale  |           |           |           |           |           |           |           |
| 1972-1973 | Villefranche XIII       | Championnat de France | Barrage     | Coupe de France | 1/8 finale  |           |           |           |           |           |           |           |
| 1973-1974 | Villefranche XIII       | Championnat de France | 12e         | Coupe de France | 1/16 finale |           |           |           |           |           |           |           |
| 1974-1975 | Villefranche XIII       | Championnat de France | 9e          | Coupe de France | 1/4 finale  |           |           |           |           |           |           |           |

### En tant qu'entraîneur
- Collectif : 
  - Vainqueur de la Coupe d'Europe des nations : 1977 (France).